# Drumtochty Castle

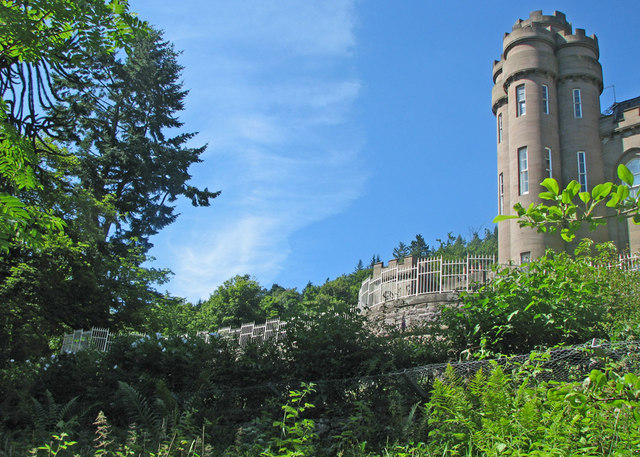
Drumtochty Castle, südwestlicher Turm

Drumtochty Castle ist ein neugotisches, mit Zinnen versehenes Landhaus drei Kilometer nordwestlich von Auchenblae in der schottischen Council Area Aberdeenshire. Das 1812 errichtete Landhaus steht am Südrand des Drumtochty Forest.
Das Landhaus entstand nach Plänen von James Gillespie Graham und um 1815 wurde es erweitert. Auch wenn mit der Planung der Erweiterungen erneut Graham beauftragt wurde, führte die Arbeiten doch der Architekt der Stadt Aberdeen, John Smith, durch. Miller spekuliert, dass einen Streit mit George Drummond, dem Besitzer, gehabt haben könnte, nimmt aber an, dass der der Baustelle näher gelegene Dienstsitz Smiths vermutlich eine größere Rolle gespielt hat. Graham war auch mit weiteren Anbauten um 1839 befasst.
Im Zweiten Weltkrieg kaufte die norwegische Exilregierung Drumtochty Castle und nutzte es als Internat für norwegische Kinder, die vor der deutschen Besatzung ihres Heimatlandes fliehen mussten.
Am 1. Mai 1947 eröffneten Robert und Elizabeth Langlands eine weiterführende Knabenschule in dem Landhaus, nachdem sie es von der norwegischen Regierung gekauft hatten. Die Schule wurde 1971 geschlossen.
Historic Scotland hat Drumtochty Castle seit August 1972 als historisches Bauwerk der Kategorie A gelistet.